# Mistrzostwa Polski w Skokach Narciarskich 1951
26. Mistrzostwa Polski w Skokach Narciarskich – zawody o mistrzostwo Polski w skokach narciarskich, które odbyły się 25 lutego 1951 roku na Wielkiej Krokwi w Zakopanem.
W konkursie skoków narciarskich zwyciężył Stanisław Marusarz, srebrny medal zdobył Antoni Wieczorek, a brązowy - Leopold Tajner.

## Wyniki konkursu
| Miejsce | Zawodnik                 | Klub               | Skok 1 | Skok 2 | Punkty |
| ------- | ------------------------ | ------------------ | ------ | ------ | ------ |
| 1.      | Stanisław Marusarz       | WKS Zakopane       | 63,0   | 69,5   | 211,5  |
| 2.      | Antoni Wieczorek         | LKS Szczyrk        | 68,5   | 68,0   | 202,0  |
| 3.      | Leopold Tajner           | Budowlani Goleszów | 52,5   | 69,5   | 198,5  |
| 4.      | Jan Kula                 | WKS Zakopane       | 52,5   | 66,0   | 197,5  |
| 5.      | Józef Daniel Krzeptowski | WKS Zakopane       | 59,5   | 59,0   | 193,0  |
| 6.      | Rudolf Fross             | LZS Wisła          | 56,0   | 63,0   | 187,5  |
| 7.      | Janusz Fortecki          | AZS Zakopane       | 51,0   | 52,0   | 179,5  |
| 8.      | Tadeusz Jankowski        | Budowlani Goleszów | 51,0   | 59,5   | 176,5  |